# 美國職業棒球大聯盟主席
美國職業棒球大聯盟主席（英語：Commissioner of Baseball，又稱美國職業棒球大聯盟執行長，簡稱大聯盟主席、大聯盟執行長）為美國職業棒球大聯盟與美國職業棒球小聯盟的行政首長。在大聯盟主席的領導之下，其辦公室職責為雇用與維持裁判組織，以及在市場營銷、勞工與電視合約當中進行談判。大聯盟主席是由其所有球隊持有者投票產生。目前的大聯盟主席為羅伯·曼佛瑞，於2015年1月25日就任。

## 歷任主席
| 1  | 肯尼索·茂騰·藍迪斯                   |  | 1920年 — 1944年  | 法學家                               |  |
| 2  | 哈皮·錢德勒                          |  | 1945年 － 1951年 | 肯塔基州州長、聯邦參議員             |  |
| 3  | Ford Frick                           |  | 1951年 － 1965年 | 體育記者                             |  |
| 4  | William Eckert                       |  | 1965年 － 1968年 | 美國空軍中將                         |  |
| 5  | Bowie Kuhn                           |  | 1969年 － 1984年 | 律師                                 |  |
| 6  | 彼得·尤伯罗斯                        |  | 1984年 － 1989年 | 企業家、1984年洛杉磯奧運會奧組委主席 |  |
| 7  | A. Bartlett Giamatti (Bart Giamatti) |  | 1989年           | 英語學者、耶魯大學校長               |  |
| 8  | Fay Vincent                          |  | 1989年 － 1992年 | 律師、哥倫比亞影業執行長             |  |
| 9  | 巴德·塞利格                          |  | 1992年 — 2015年  | 企業家、密爾瓦基釀酒人隊老闆         |  |
| 10 | 羅伯·曼佛瑞                          |  | 2015年 —         | 律師                                 |  |